# Zona Franca de Manaus
A Zona Franca de Manaus (ZFM) ou Polo Industrial de Manaus (PIM) é um parque industrial brasileiro localizado na cidade de Manaus, capital do estado do Amazonas. Sua concepção foi dada com o decreto-lei número 3.173 de 6 de junho de 1957, que criou uma zona franca para armazenamento ou depósito de mercadorias em águas tributárias do rio Amazonas. Após dez anos, foi revogado pelo decreto-lei 288 de 28 de fevereiro de 1967, substituindo a lei anterior. Assim foi instituída a Zona Franca de Manaus, com o propósito de criar no interior da Amazônia um centro industrial, comercial e agropecuário dotado de condições econômicas que permitam seu desenvolvimento, em face dos fatores locais e da grande distância, a que se encontram, os centros consumidores de seus produtos.
O Polo Industrial de Manaus é administrado pela Superintendência da Zona Franca de Manaus (SUFRAMA) e abriga na atualidade cerca de 600 indústrias, especialmente concentradas nos setores de televisão, informática e motocicletas. Nos últimos anos, o polo recebeu um novo impulso com os incentivos fiscais para a implantação da tecnologia de televisão digital no Brasil.
A ZFM compreende três polos econômicos: comercial, industrial e agropecuário. O primeiro teve maior ascensão até o final da década de 80, quando o Brasil adotava o regime de economia fechada. A indústria é considerada a base de sustentação da ZFM. O Polo Industrial de Manaus possui aproximadamente 600 indústrias de alta tecnologia gerando mais de meio milhão de empregos, diretos e indiretos, principalmente nos segmentos de eletroeletrônicos, duas rodas e químico. Entre os produtos fabricados destacam-se: aparelhos celulares de áudio e vídeo, televisores, motocicletas, concentrados para refrigerantes, entre outros. O polo agropecuário abriga projetos voltados à atividades de produção de alimentos, agroindústria, piscicultura, turismo, beleza, beneficiamento de madeira, entre outras.
Os indicadores de faturamento e produção do parque incentivado de Manaus são crescentes a cada ano, tendo faturado em 2012 valores superiores a US$ 37 bilhões. A produção do PIM é direcionada majoritariamente para o mercado brasileiro, mas há uma pequena parcela (cerca de 5% anualmente) que é exportada para mercados da América Latina, Europa e Estados Unidos.

## Benefícios fiscais
As indústrias instaladas na Zona Franca de Manaus recebem os seguintes benefícios fiscais:
- Isenção do imposto de importação, que permite que empresas atuem como montadoras usando tecnologia internacional;
- Isenção do imposto de exportação;
- Isenção do Imposto sobre Produtos Industrializados (IPI);
- Desconto parcial, fornecido pelo Governo do Estado do Amazonas, no Imposto sobre Circulação de Mercadorias e Serviços (ICMS);
- Isenção por dez anos, fornecido pelo município, de IPTU, da taxa de licença para funcionamento e da taxa de serviços de limpeza e conservação pública.

Contudo, mesmo com os incentivos fiscais, o polo é uma importante e crescente fonte de arrecadação pública: em 2006, o Estado do Amazonas arrecadou, das empresas do polo, R$ 3,6 bilhões (com aumento de 71,52% em relação a 2002) e o Governo Federal arrecadou R$ 6,8 bilhões (alta de 102,86% em relação a 2002).

## Administração e impactos na economia
A Zona Franca de Manaus é gerida e fiscalizada pela Superintendência da Zona Franca de Manaus (SUFRAMA). Para que novas empresas possam se instalar no polo é necessário apresentar projeto ao órgão.
O modelo econômico teve impacto positivo da indústria de todo o estado do Amazonas, onde a participação da indústria da transformação, de 24%, é o dobro da média nacional, de 12%. O presidente do Centro da Indústria do Estado do Amazonas (CIEAM), Wilson Périco, um dos maiores defensores da ZFM, destaca que o Polo Industrial de Manaus dá retorno considerável à União:
| “ | É um modelo superavitário, o Amazonas é um dos oito estados que devolve à União a arrecadação de tributos federais valores acima do repasse compulsório. Em 2017, o Amazonas recebeu recebeu R$ 3,7 bilhões e arrecadou R$ 13,9 bilhões, ou seja, nós devolvemos mais de 10 bilhões de reais limpos. | ” |

## Sustentabilidade

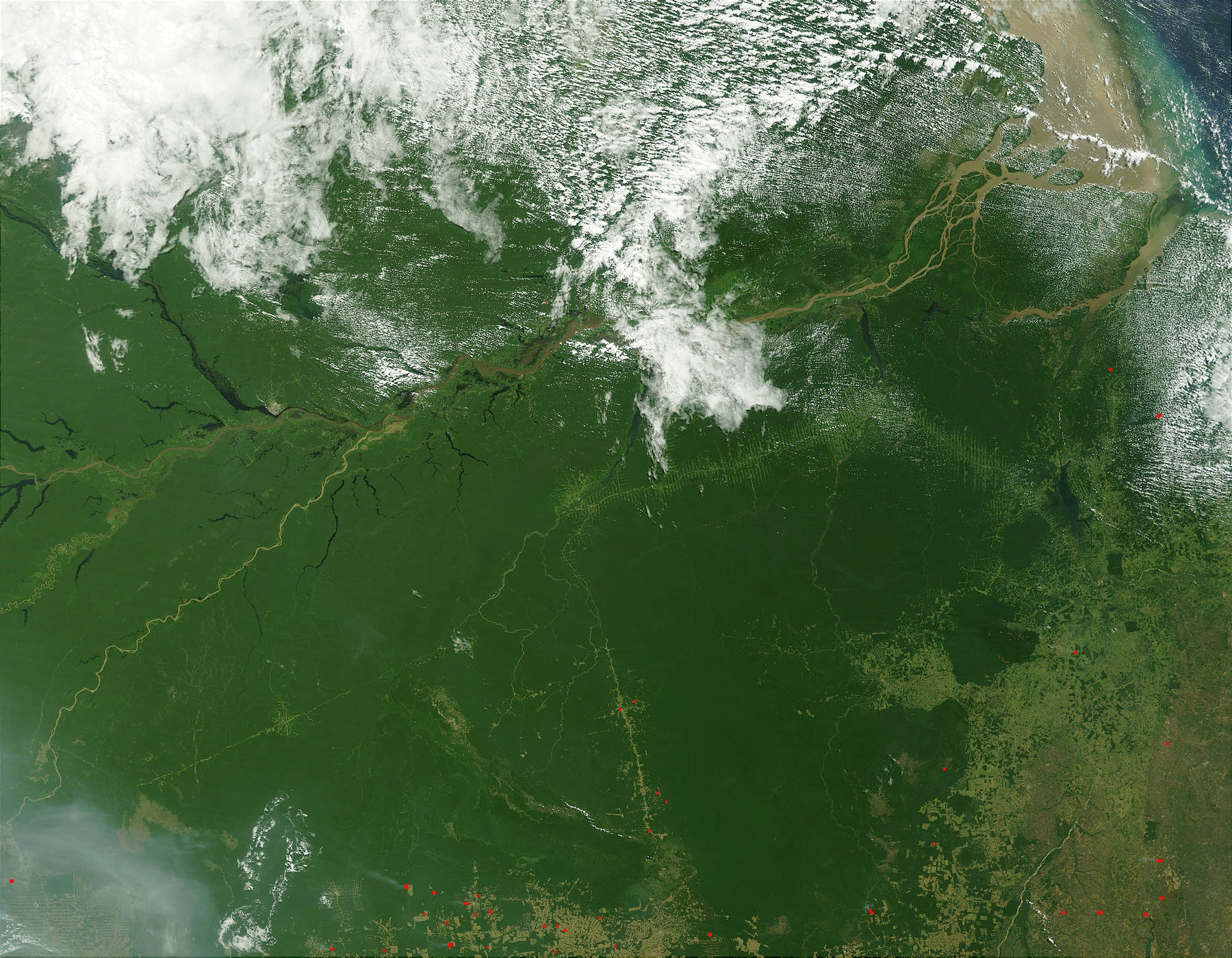
Imagem de satélite da NASA mostra o estado do Amazonas (à esquerda). Segundo o INPA, o estado é o mais preservado da Bacia Amazônica.

Segundo a SUFRAMA, a Zona Franca de Manaus é essencial para preservação da Floresta Amazônica. A argumentação de que a ZFM promove a harmonia entre a conservação ambiental na Amazônia e ações de desenvolvimento pode ser comprovada cientificamente por estudos.
No período de 2000 a 2006, quando a base de dados sobre o desmatamento na região passou a ter continuidade e consistência, o estudo mostrou que a pressão sobre a floresta amazônica diminuiu entre 70% a 77% nesse intervalo, em razão da existência do parque industrial de Manaus. Segundo a Secretaria de Estado de Planejamento e Desenvolvimento Econômico do Amazonas (SEPLAN), o Amazonas tem 97% de sua cobertura vegetal preservada.

## Críticas

### Eficiência
Os críticos do modelo econômico questionam a sua eficácia em termos da eficiência dos benefícios fiscais e da criação de emprego, bem como os custos logísticos do transporte dos produtos finais e a incapacidade do polo para inovar. Muitos críticos apontam que este modelo tornou-se num polo de subsídios, no qual toda a economia do Estado do Amazonas se envolveu em investimentos viciantes e de baixa qualidade.

### Custo
Como resultado, tem uma redução média de R$ 25 bilhões por ano indicados para um tipo de modelo econômico suscetível às oscilações do mercado e em uma região volátil aos desgastes da economia brasileira, além de ser insustentável no longo prazo, devido à crescente dependência de isenções públicas tributárias para garantir poder de concorrência às empresas privadas instaladas, argumentam ainda que a política de subsídios fiscais concedida ao modelo se tornou mais onerosa nos últimos anos e aumentou sem qualquer prova de sua eficácia real, gerando aumento da pressão sobre outras unidades federativas, em especial sobre os pequenos produtores destas.
Também apontam para a incapacidade da nação brasileira de investir em setores essenciais da economia, como a logística; muitos defensores do modelo defendem que a possibilidade de uma súbita retirada gerará um desinvestimento sistêmico, a ponto do Estado ser incapaz de reverter os problemas sociais causados e este último interferir nas questões ambientais; defendem, como tese, que o Amazonas, ainda que preservado, está localizado na Amazônia Central, parte sensível e importante na regulação do clima e das chuvas na América do Sul.